# جان رندال (فیزیکدان)
 جان رندال (انگلیسی: John Randall؛ زاده ۲۳ مارس ۱۹۰۵ درگذشته ۱۶ ژوئن ۱۹۸۴) یک دانشمند در زمینه فیزیک‌دان و زیست‌فیزیک اهل انگلستان بود.